# Croton suaveolens
Espèce
Classification APG III (2009)
Croton suaveolens est une espèce de plantes à fleurs du genre Croton et de la famille des Euphorbiaceae, présente du Texas au nord-est du Mexique.

## Synonyme
- Oxydectes suaveolens (Torr.) Kuntze

## Remarque
- Croton suaveolens var. oblongifolius Torr. n'est plus considérée comme valide à l'heure actuelle et est synonyme de Croton incanus  Kunth